# Emanuele D'Adda
Emanuele D'Adda (Milano, 24 marzo 1847 – Arcore, 19 ottobre 1911) è stato un politico italiano.
Fu senatore del Regno d'Italia nella XVIII legislatura. Figlio di Giovanni D'Adda (1808-1859), Marchese di Pandino e di Maria dei marchesi Isimbardi (Milano, 1827 - Muggiò, 1849), ultimo discendente delle due nobili casate.

## Albero genealogico
|                                                   |                                                      |                                                              | Genitori                                                   |  |  | Nonni |  |  | Bisnonni                                        |  |  | Trisnonni                           |  |
|                                                   |                                                      |                                                              |                                                            |  |  |       |  |  | Giovanni Battista D'Adda, V marchese di Pandino |  |  | Febo D'Adda, IV marchese di Pandino |  |
|                                                   |                                                      |                                                              |                                                            |  |  |       |  |  | Giovanni Battista D'Adda, V marchese di Pandino |  |  | Febo D'Adda, IV marchese di Pandino |  |
|                                                   |                                                      | Ippolita Biglia                                              |                                                            |  |  |       |  |  | Giovanni Battista D'Adda, V marchese di Pandino |  |  |                                     |  |
| Febo D'Adda, VI marchese di Pandino               |                                                      |                                                              |                                                            |  |  |       |  |  | Giovanni Battista D'Adda, V marchese di Pandino |  |  |                                     |  |
|                                                   |                                                      | Margherita Litta Visconti Arese                              | Pompeo Giulio Litta Visconti Arese, VI marchese di Gambolò |  |  |       |  |  |                                                 |  |  |                                     |  |
|                                                   |                                                      | Margherita Litta Visconti Arese                              | Pompeo Giulio Litta Visconti Arese, VI marchese di Gambolò |  |  |       |  |  |                                                 |  |  |                                     |  |
|                                                   |                                                      | Margherita Litta Visconti Arese                              | Maria Elisabetta Visconti Borromeo                         |  |  |       |  |  |                                                 |  |  |                                     |  |
| Giovanni D'Adda                                   |                                                      | Margherita Litta Visconti Arese                              |                                                            |  |  |       |  |  |                                                 |  |  |                                     |  |
|                                                   |                                                      | Johann Emanuel Joseph von Khevenhüller-Metsch                | Johann Joseph von Khevenhüller-Metsch                      |  |  |       |  |  |                                                 |  |  |                                     |  |
|                                                   |                                                      | Johann Emanuel Joseph von Khevenhüller-Metsch                | Johann Joseph von Khevenhüller-Metsch                      |  |  |       |  |  |                                                 |  |  |                                     |  |
|                                                   |                                                      | Johann Emanuel Joseph von Khevenhüller-Metsch                | Karolina von Metsch                                        |  |  |       |  |  |                                                 |  |  |                                     |  |
| Maria Leopoldina von Khevenhüller-Metsch          |                                                      | Johann Emanuel Joseph von Khevenhüller-Metsch                |                                                            |  |  |       |  |  |                                                 |  |  |                                     |  |
|                                                   |                                                      | Maria Giuseppina Mezzabarba                                  | Pio Mezzabarba, conte di Caivano                           |  |  |       |  |  |                                                 |  |  |                                     |  |
|                                                   |                                                      | Maria Giuseppina Mezzabarba                                  | Pio Mezzabarba, conte di Caivano                           |  |  |       |  |  |                                                 |  |  |                                     |  |
|                                                   |                                                      | Maria Giuseppina Mezzabarba                                  | Laura Olevano                                              |  |  |       |  |  |                                                 |  |  |                                     |  |
| Emanuele D'Adda, VIII marchese di Pandino         |                                                      | Maria Giuseppina Mezzabarba                                  |                                                            |  |  |       |  |  |                                                 |  |  |                                     |  |
|                                                   | Alessandro Isimbardi, VII marchese di Pieve di Cairo | Gian Pietro Camillo Isimbardi, VI marchese di Pieve di Cairo |                                                            |  |  |       |  |  |                                                 |  |  |                                     |  |
|                                                   | Alessandro Isimbardi, VII marchese di Pieve di Cairo | Gian Pietro Camillo Isimbardi, VI marchese di Pieve di Cairo |                                                            |  |  |       |  |  |                                                 |  |  |                                     |  |
|                                                   | Alessandro Isimbardi, VII marchese di Pieve di Cairo | Margherita Croce                                             |                                                            |  |  |       |  |  |                                                 |  |  |                                     |  |
| Pietro Isimbardi, VIII marchese di Pieve di Cairo | Alessandro Isimbardi, VII marchese di Pieve di Cairo |                                                              |                                                            |  |  |       |  |  |                                                 |  |  |                                     |  |
|                                                   |                                                      | Maria Elisabetta D'Adda                                      | Giovanni Battista D'Adda, V marchese di Pandino            |  |  |       |  |  |                                                 |  |  |                                     |  |
|                                                   |                                                      | Maria Elisabetta D'Adda                                      | Giovanni Battista D'Adda, V marchese di Pandino            |  |  |       |  |  |                                                 |  |  |                                     |  |
|                                                   |                                                      | Maria Elisabetta D'Adda                                      | Margherita Litta Visconti Arese                            |  |  |       |  |  |                                                 |  |  |                                     |  |
| Maria Isimbardi                                   |                                                      | Maria Elisabetta D'Adda                                      |                                                            |  |  |       |  |  |                                                 |  |  |                                     |  |
|                                                   |                                                      | Giovanni Battista Litta Modignani, III marchese di Menzago   | Eugenio Litta Modignani, II marchese di Menzago            |  |  |       |  |  |                                                 |  |  |                                     |  |
|                                                   |                                                      | Giovanni Battista Litta Modignani, III marchese di Menzago   | Eugenio Litta Modignani, II marchese di Menzago            |  |  |       |  |  |                                                 |  |  |                                     |  |
|                                                   |                                                      | Giovanni Battista Litta Modignani, III marchese di Menzago   | Giuseppa Orrigoni                                          |  |  |       |  |  |                                                 |  |  |                                     |  |
| Luigia Litta Modignani                            |                                                      | Giovanni Battista Litta Modignani, III marchese di Menzago   |                                                            |  |  |       |  |  |                                                 |  |  |                                     |  |
|                                                   |                                                      | Beatrice Cusani Visconti                                     | Ferdinando Cusani Visconti, VI marchese di Chignolo        |  |  |       |  |  |                                                 |  |  |                                     |  |
|                                                   |                                                      | Beatrice Cusani Visconti                                     | Ferdinando Cusani Visconti, VI marchese di Chignolo        |  |  |       |  |  |                                                 |  |  |                                     |  |
|                                                   |                                                      | Beatrice Cusani Visconti                                     | Claudia Litta Visconti Arese                               |  |  |       |  |  |                                                 |  |  |                                     |  |
|                                                   |                                                      | Beatrice Cusani Visconti                                     |                                                            |  |  |       |  |  |                                                 |  |  |                                     |  |